# Irwiniella obscura
Irwiniella obscura är en tvåvingeart som beskrevs av Krober 1912. Irwiniella obscura ingår i släktet Irwiniella och familjen stilettflugor.
Artens utbredningsområde är Taiwan. Inga underarter finns listade i Catalogue of Life.